# 梅文鼎
梅文鼎（1633年—1721年），字定九，號勿庵，寧國府宣城縣人，清初天文学家、数学家、曆算學家，被譽為“曆算第一名家”。梅文鼎一生博览群书，著述80余种。

## 生平
早年，梅文鼎隨父親梅士昌讀《周易》，在父親的影響下，喜愛觀測天象。梅文鼎在十五歲時曾補為博士弟子員。他二十歲時結婚，接著祖父梅瑞祚與父親相繼去世，為了守孝與家庭生計，此後，他再也沒有參加科舉考試求取功名。二十七歲時，他與弟弟梅文鼐、梅文鼏師從道士倪正（號觀湖）學習數學、曆法。明末清初，西方科学知识的传入，对梅文鼎产生了巨大影响。李光地不但亲自与梅文鼎等人交流学术，而且命其弟李鼎徵、其子李钟伦随梅文鼎学习数学。康熙四十一年（1702年），李光地向康熙帝推薦其著作《历学疑问》，康熙帝讀後大為折服，次年南巡，特召至龙舟中長談，兩人一連三天談論曆算。康熙帝親書「績學參微」四個大字，表彰他在天文、數學方面的深厚造詣。又賜梅文鼎的长孙梅瑴成进士出身，入值南书房。梅瑴成更在康熙五十四年赐进士出身。
梅文鼎逝世之后，后人将其历法、数学著述汇为《梅氏丛书辑要》。诗文杂著则以《绩学堂文钞》、《绩学堂诗钞》。

## 成就
梅文鼎在天文、數學、曆法等方面的造诣都很深。梅文鼎主張“地圓說”，张雍敬到梅文鼎处反覆辩论，“惟西人地圆如球之说则不合，与梅氏兄弟及汪乔年辈往复辩难，不下三四万言。”
天文學
梅文鼎非常注重天象观测，创造了不少兼收中西方特色的天文仪器，包括「揆日器」、「測望儀」、「仰觀儀」、「月道儀」、「渾天新儀」等等，天文学著作有40多种，纠正了前人的许多错误。他在这些方面的贡献，对当时和后世融会贯通中西方天文学具有很大作用。
数學
梅文鼎最重要的贡献是在数学方面，他論述多元一次方程、「求周徑密率捷法」、「求弦矢捷法」等公式，写了20多种数学著作。将中西方的数学进行了融会贯通，他的著作如《平三角舉要》、《弧三角舉要》、《環中黍尺》，对清朝数学的发展起了推动作用。
曆法
梅文鼎系統考究古今中外曆法，辨證元代授時曆和明代大統曆的差異，校正其中的錯誤數據，詳述重點難處，為後代學者研究授時曆與大統曆，提供了參考方向。

## 評價
江永在天文學继承了梅文鼎的观点，承认“地圆说”的合理性。但他不同意梅文鼎等人支持“西学中源说”的立场。

## 著作
- 《明史曆志拟稿》一卷
- 《曆志赘言》一卷
- 《曆学疑问》三卷
- 《古今曆法通考》
- 《平三角举要》
- 《弧三角举要》
- 《几何补编》
- 《堑堵测量》
- 《几何通解》
- 《环中黍尺》
- 《曆学骈枝》二卷，后增为四卷
- 《勿庵曆算书目》
- 《答李祠部问曆》一卷
- 《七十二候太阳纬度》一卷
- 《写曆步曆法》一卷
- 《时步交食式》一卷
- 《步五星式》六卷

## 延伸阅读
[在维基数据编辑]
 《清史稿·卷506》，出自趙爾巽《清史稿》
 在维基共享资源阅览影像

### 引用
1. 1 2 3 4 5 6  童超. . . 2010: 21頁.
2. ↑  . 新安晚报.   [2013-05-20]. （原始内容存档于2016-03-04） （中文（简体））.
3. 1 2  龔書鐸. . . 2011: 54-55頁.
4. 1 2  胡世慶. . . 2009: 831-846.
5. ↑  胡世慶. . . 2009: 822-831.

### 书籍
- 梅榮照主編《明清數學史論文集》，南京：江蘇教育出版社，182－218頁。
- 《圖說清朝》，龔書鐸，知書房出版社，ISBN 978-986-7151-63-6
- 《康乾盛世》，童超，知書房出版社，ISBN 978-986-6344-28-2
- 《中國文化通史—下》，胡世慶，三民書局，ISBN 978-957-14-4633-2